# Oameni și locuri
Oameni și locuri este un film românesc din 1971 regizat de Ion Bostan.